# Sophta dipyra
Sophta dipyra är en fjärilsart som beskrevs av Turner 1902. Sophta dipyra ingår i släktet Sophta och familjen nattflyn. Inga underarter finns listade i Catalogue of Life.